# Joaquín Toesca
Joaquín Toesca, né Gioacchino Toesca à Rome dans les États pontificaux en 1745 et mort à Santiago du Chili le 11 juin 1799 est un architecte italien ayant travaillé au service de l'Espagne, essentiellement au Chili. Il est notamment l'architecte du Palais de la Moneda et a également réalisé plusieurs gravures.

## Biographie
Fils de Giuseppe Toesca et de Maria Ricci, il commence ses études d'architecture à l'armée, dans l'atelier de Francesco Sabatini. À quinze ans, il part avec lui à la cour d'Espagne, à Madrid, avant d'aller étudier les mathématiques à Barcelone.
En 1780, il voyage à Santiago au Chili à la demande du gouverneur Agustín de Jáuregui et de l'archevêque de Santiago Manuel de Alday y Aspée (es), qui lui ont commandé de finaliser la construction de la cathédrale métropolitaine de Santiago du Chili. En plus de cette réalisation, il se charge également d'élaborer les plans de la Casa de Moneda de Chile (es) (qui deviendra plus tard La Moneda, résidence présidentielle et siège du pouvoir exécutif), de corriger les erreurs de construction de la cathédrale de la Très Sainte Conception, les avant-becs de la rivière Mapocho ainsi que l'Hôpital Saint Jean de Dieu (San Juan de Dios) et d'autres œuvres de moindre importance.
Toesca se marie en 1782 avec Manuela Fernández de Rebolledo, mais après que Joaquín Toesca tente de la tuer, elle s'enferme dans un couvent[réf. nécessaire].
Il poursuit ses travaux et a de nombreux élèves. Il meurt le 11 juin 1799 à Santiago et ses restes sont ensevelis, selon sa propre volonté, dans l'église San Francisco (es), qu'il a toujours admirée. Son influence sur la ville de Santiago du Chili est notable.

## Réalisations

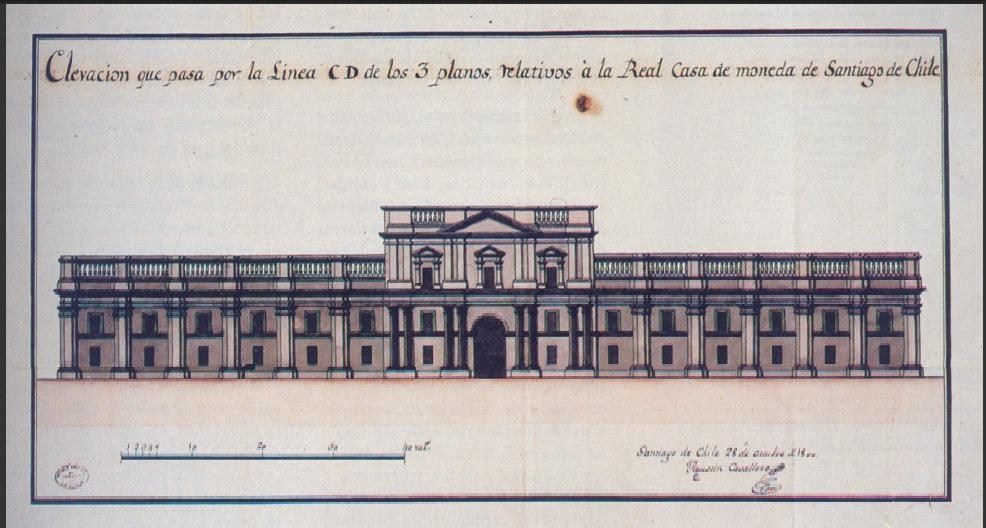
Élévation du Palais de la Moneda à Santiago du Chili. Dessin d'Agustín Cavallero, 1800. Archivo General de Indias, Séville.

Toutes ses œuvres architecturales ont été réalisées au Chili :
- Cathédrale métropolitaine de Santiago du Chili, 1780, Santiago
- Cathédrale de la Très Sainte Conception, 1788, Concepción
- Basilique de la Miséricorde (es), 1795, Santiago
- Palais des Tribunaux de Justice (es), 1802, Santiago
- Palais de La Moneda, 1805, Santiago

À noter que bien qu'on sache peu de son œuvre picturale, il a réalisé des gravures, comme l'atteste le portrait de son mentor Francesco Sabatini

## Joaquín Toesca dans la culture
Une station de métro de Santiago porte le nom de Toesca du fait de la proximité qu'elle entretient avec la rue Toesca, qui est nommée d'après l'architecte italien.
Le roman de Jorge Edwards intitulé El sueño de la historia est inspiré de la biographie de Joaquín Toesca[réf. souhaitée].